# Beidenfleth
Beidenfleth es un municipio situado en el distrito de Steinburg, en el estado federado de Schleswig-Holstein (Alemania). Tiene una población estimada, a fines de septiembre de 2022, de 837 habitantes.
Está ubicado al oeste del estado, cerca del canal de Kiel, de la desembocadura del río Elba en el mar del Norte y al noroeste de la ciudad de Hamburgo.